# HP-42S

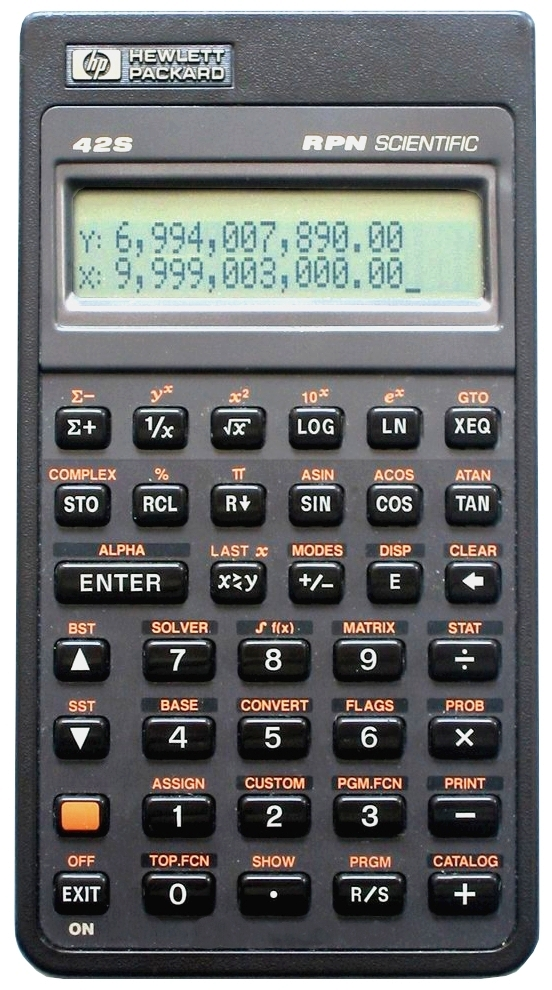
Der HP-42S
(148×80×15 mm, 170 g)

Der HP-42S RPN Scientific ist ein programmierbarer wissenschaftlicher Taschenrechner in UPN-Logik, der 1988 von Hewlett-Packard eingeführt wurde. Er hat fortgeschrittene Funktionen, die für Anwendungen in Mathematik, linearer Algebra, Statistik, Informatik und weiteren Arbeitsgebieten ausgelegt sind.

## Überblick
Der HP-42S wurde als Ersatz des damals nicht mehr neuen HP-41 entwickelt und sollte mit allen Programmen kompatibel sein, die für den HP-41 geschrieben waren. Da er nicht erweiterbar ist und ihm die reale I/O-Fähigkeit fehlt, beides Schlüsselmerkmale der HP-41-Serie, wurde er als Ersatz für den HP-15C verkauft.
Der HP-42S ist um einiges kompakter als der 41 und bietet einige eingebaute Funktionen mehr, wie den Matrix-Editor, Unterstützung von komplexen Zahlen, einen Solver, benutzer-definierte Menüs und grundlegende graphische Fähigkeiten (der 42S kann Graphen nur mit Programmen zeichnen). Zudem hat er ein zweizeiliges Punktmatrix-Display (mit 22 Zeichen von 131×16 Pixeln), wodurch Stack-Bearbeitungen leichter zu verstehen sind.
Der HP-42S wurde bis 1995 hergestellt. Er zählt in Bezug auf Qualität, Tastatur-Druckgefühl, leichte Programmierung und täglichen Gebrauch für Ingenieure zu den besten überhaupt hergestellten Taschenrechnern. In Kreisen von HP-Rechner-Begeisterten ist der 42S bekannt für seine hohen Preise bei Online-Auktionen, die bis zu einem Vielfachem seines Einführungspreises betragen und ihn damit für reine Anwender selten machen.

## Spezifikation
- Serie: Pioneer
- Code Name: Davinci
- Einführung: 31. Oktober 1988

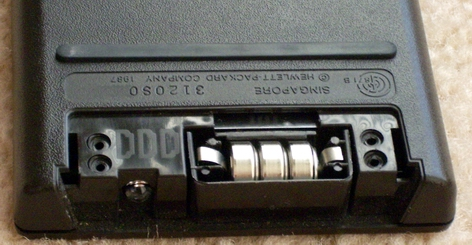
HP-42S Batteriefach (3×1,5V Knopfzellen: Panasonic LR44, Duracell PX76A/675A oder Energizer 357/303) und Infarot-Diode

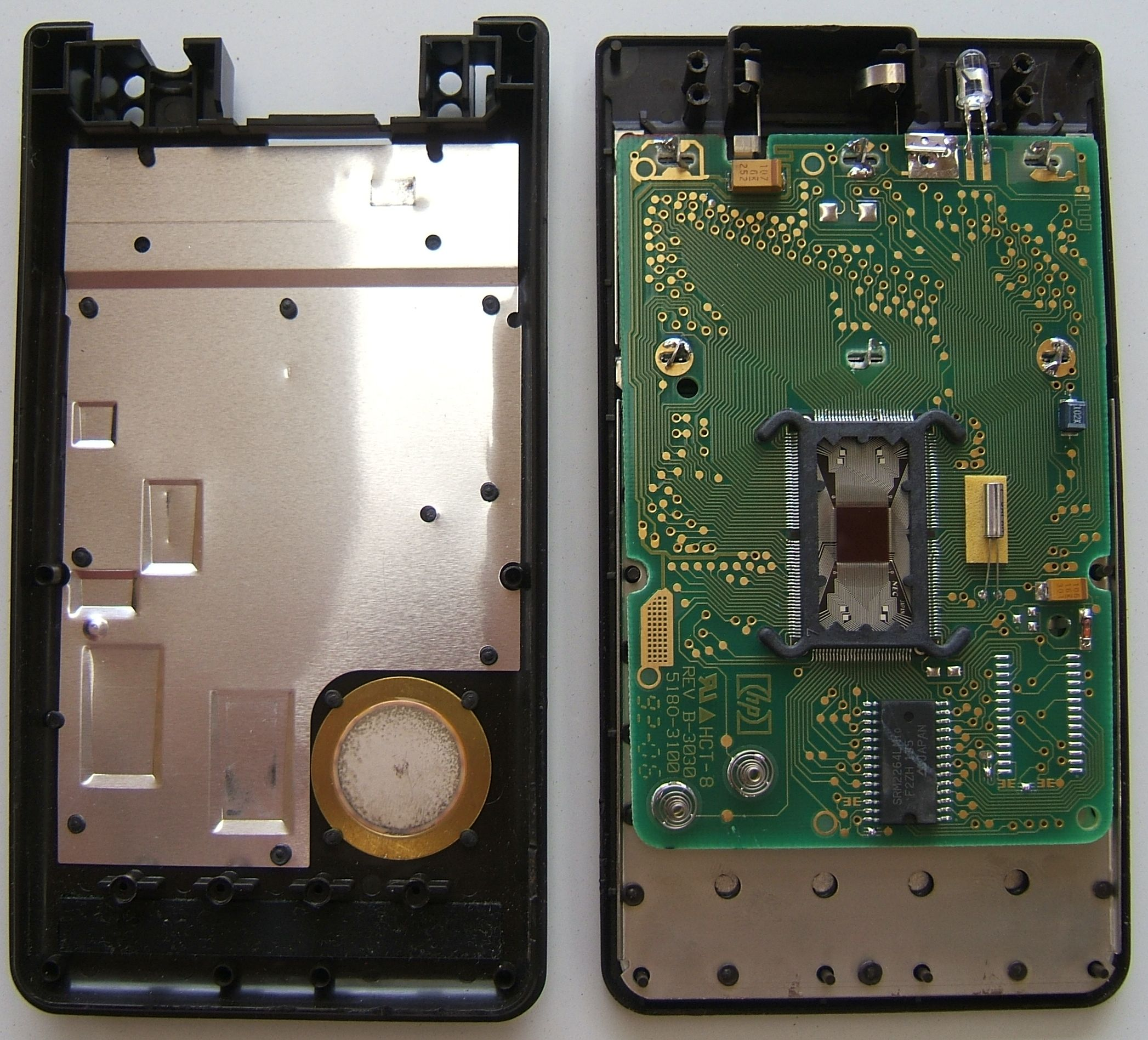
HP42S Innenleben

- Prozessor: HP Saturn (Variante HP Lewis)
- 64 KB ROM
- 8 KB RAM
- Funktionen: über 350
- interne Rechengenauigkeit 15 Stellen[3]
- Erweiterbarkeit: Offiziell lediglich IR-Drucken (32 KB Speicher Upgrade[4] und übertaktete Hardware-hacks sind möglich)
- Umgebungszubehör: HP 82240A Infrarot-Drucker

## Ausstattung
- Alle wissenschaftlichen Grundfunktionen (Hyperbelfunktionen eingeschlossen)
- Statistik (einschließlich Ausgleichungsrechnung und Vorhersagemodellen)
- Wahrscheinlichkeit (einschließlich Fakultät (Mathematik), Zufallszahlen und Gammafunktion)
- Gleichungslöser (root finder), der eine Lösung für jede Variable einer Gleichung errechnet
- numerische Integration zur Berechnung definierter Integrale
- Matrixoperationen (samt Matrix-Editor, Frobeniusnorm, Skalarprodukt, Kreuzprodukt)[1] und Solver für simultane Lineare Gleichungen[1]
- komplexe Zahlen (einschließlich Repräsentation von Polarkoordinaten)
- Vektor-Funktionen
- mit Namen versehbare Variablen, Register und binäre Flags
- graphisches Display mit grafischen Funktionen und einstellbarem Kontrast
- Menüs mit Untermenüs und Mode-Einstellungen (anwenderspezifisch programmierbar), die mit der untersten Zeile des Displays die oberste Tastenreihe kennzeichnen
- piezoelektrischer Beeper („Sound“)
- Basis-Umwandlung, Arithmetik ganzer Zahlen und binäre sowie logische Manipulation von Zahlen im Binär-, Oktal-, Dezimal- und Hexadezimal-System
- Kataloge für Review und Nutzung von Elementen im Speicher
- Programmierbarkeit (keystroke programming mit Branching, loops, tests and flags) mit 7200 Schritten
- Abarbeitung von Programmen, die für die HP-41C-Serie geschrieben wurden

## Programmierung
Der HP-42S ist Tastendruck-programmierbar, das heißt, er kann sich Abfolgen von Tastendrucken merken und später ausführen, um spezielle Probleme im Interesse des Benutzers zu lösen. Der HP-42S nutzt eine Obermenge der ASCII-ähnlichen HP FOCAL-Sprache des HP-41CX.
Der HP-42S unterstützt indirekte Adressierung, die es ermöglicht, ihn als eine universelle Turingmaschine einzusetzen. Somit kann das Programmiermodell des HP-42S als Turing-vollständig betrachtet werden.

## Nachbauten

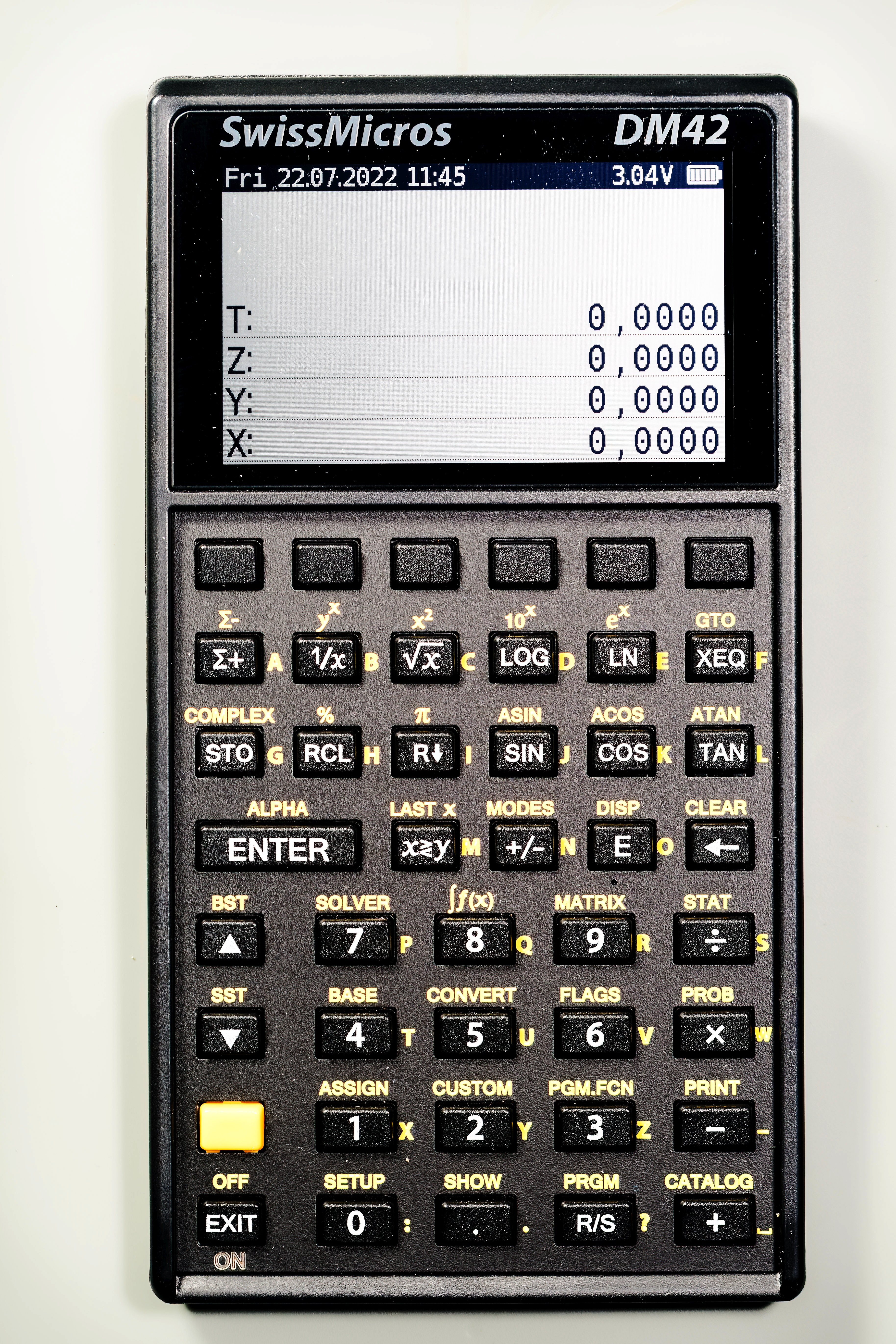
SwissMicros DM42

Im Mai 2017 zeigte SwissMicros den DM42 als Vorproduktionsmuster eines UPN-Rechners, der den HP-42S deutlich nachahmt. Das finale Gerät wurde  am 9. Dezember 2017 vorgestellt. Obgleich etwas kleiner (144 × 77 × 13 mm, 170 g) als der originale HP-42S (148 × 80 × 15 mm, 170 g), hat der Rechner eine zusätzliche obere Reihe von Tasten für Soft-Menüs, ein Tastatur-Layout mit alphanumerischer Eingabe, ein größeres Display mit höherem Kontrast (Sharp low power transflective memory LCD mit einer Auflösung von 400×240, geschützt von Gorilla Glass), das bei entsprechender Konfiguration alle vier Stack-Level auf einmal zeigen kann; weiter etwa 75 KB nutzbaren RAM, einen Beeper, eine aufrufbare Echtzeituhr, einen Infrarot-Port für die HP-Drucker HP 82240A und 82240B sowie eine USB-Schnittstelle (mit Micro-B-Stecker), die einen FAT16-formatierten USB-Massenspeicher für einfache Programm-Übertragung, Status-Backup / Transfer und für Updates der Firmware emuliert. Der Rechner, dessen Edelstahl-Gehäuse mit physikalischer Gasphasenabscheidung (englisch physical vapor deposition (PVD) matt-schwarz beschichtet ist, basiert auf einer überarbeiteten Version von Thomas Okkens GPL Free42-Simulator mit Intels mathematischer dezimaler Gleitkommazahl-Bibliothek für größere Präzision (decimal128). Die Bibliothek läuft auf einem STM32L476RG-Prozessor (ARM mit Cortex-M4-Kern, 128 KB RAM, 1 MB interner Flash-Speicher) mit weiteren 8 MB externem QSPI Flash-Speicher, von dem dem Anwender etwa 6 MB zur Verfügung stehen. Die Energie kommt aus einer CR2032-Batterie oder über USB, wobei die CPU dynamisch mit 24-80 MHz getaktet wird. Der DM42 bildet auch die Hardware-Basis für den Community-entwickelten WP 43S-Rechner, einem Nachfolger des WP 34S.